# Mwambani
Mwambani è una circoscrizione rurale (rural ward) della Tanzania situata nel distretto di Chunya, regione di Mbeya. Conta una popolazione di 8 912 abitanti (censimento 2012).